# Джованні Бальйоне
Джованні Бальйоне (італ. Giovanni Baglione; 1566, Рим — 30 грудня 1643, Рим) — художник доби пізнього маньєризму і бароко в Римі. Малював алегоричні, міфологічні картини, релігійні композиції, іноді — портрети. Займався також історією і теорією мистецтв. Запозичував художні знахідки Караваджо, засуджуючи його поведінку і твори.

## Біографія
Точних відомостей про день і рік народження не збережено. За новими даними народився в Римі у 1566 році. Учень Франческо Мореллі. Працював головним чином в Римі, де мав замови від церков у часи понтифікату римських пап Климента VIII та Павла V. Серед приятелів Бальйоне — римський художник Томмазо Саліні, майстер натюрмортів. Обидва належали до табору ворожо налаштованих митців до Караваджо. Це не завадило обом вивчати твори Караваджо і використовувати його знахідки і його художню манеру у власних творах.

## Твори

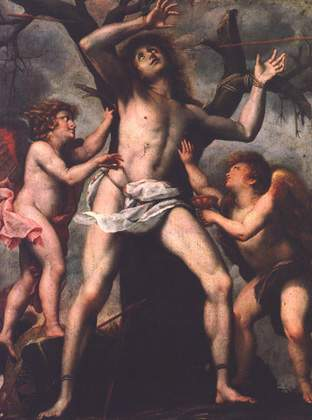
Худ. Бальйоне, «Мучеництво Св. Себастьяна»

Малював фрески, які можна бачити в церкві Санта Марія Маджоре. Релігійні картини Бальйоне — суміш пізнього маньєризму, відвертого еротизму і екстазів майже хворих святих. Особливо повно недоліки художньої манери Бальйоне відбилися в зображенні мучеництва Святого Себастьяна. Себастьян у Бальйоне наче мазохіст, відчуває задоволення від того, як два усміхнені янголи виймають стріли з його ран.
Був у таборі ворогів Караваджо. Подав ганебну біографію художника-суперника, видану після смерті КараваджоДе записав : 
| Потім він перебрався на Мальту, де мав аудієнцію у великого магістра і намалював його портрет. Високопосадовець надав художнику звання лицаря. Але і там Караваджо полаявся з якимось законником, смертно образив того і потрапив у в'язницю, з якої втік і перебрався на Сицилію, де створив декілька картин в Палермо. Рятуючи своє життя, Мікеланджело повернувся в Неаполь, де його наздогнали лицарі і понівечили йому обличчя до невпізнання. Доведений помстою до відчаю, той забрав своє бідне майно і перебрався на човник, аби морем дістатися Риму в надії на пробачення папи римського Павла V. Про це обіцяв клопотати кардинал Гонзага. На березі Караваджо помилково арештували і потягли у в'язницю. Через дві доби звільнили, але вкрали його човник з майном. У відчаї він бігав на березі у спеку в надії відшукати човник і майно, але все було марно. Художник дістався селища, де захворів на лихоманку. Тут, безпорадий і позбавлений допомоги, він і злодійськи помер,як і жив[5] . |
Вороже ставлення до Караваджо відбилося в картині Бальйоне «Любов божа і любов профанів», де Бальйоне цитував не дуже вдалу картину Караваджо «Амур заснув». Аби більше досадити Караваджо, він узяв його обличчя для зображення диявола в своїй картині. Саме в записах Джованні Бальйоне відшукали звинувачення Караваджо в содомії.
Вийшли з друку дві його книги:
- «Дев'ять церков Риму», 1639 р.
- «Життєписи художників, скульпторів, архітекторів і граверів» 1642 р.[7]

## Галерея

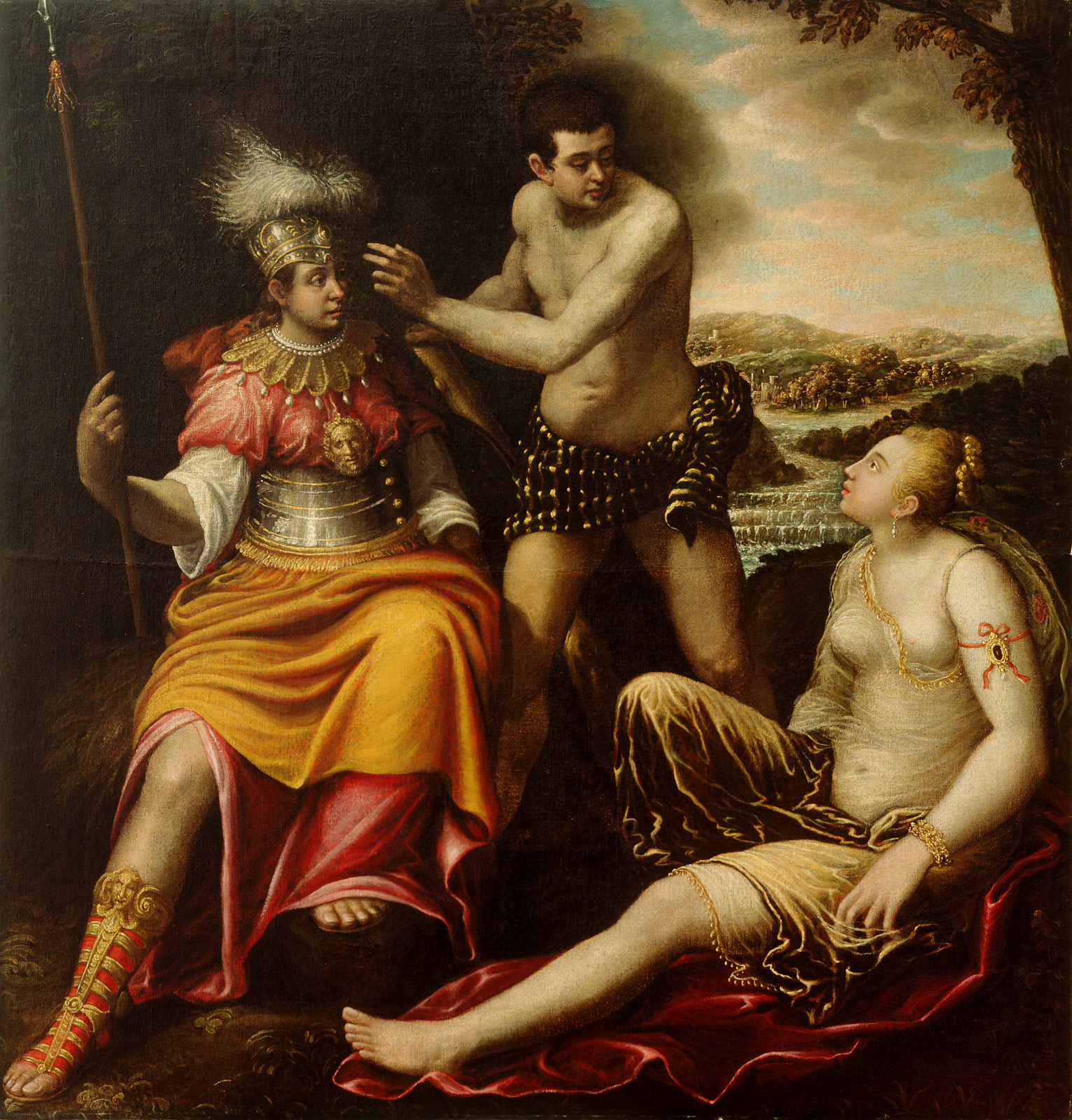
«Геркулес обирає між Добром і Злом» або «Геркулес на перетині шляхів»
«Любов божа і любов профанів»
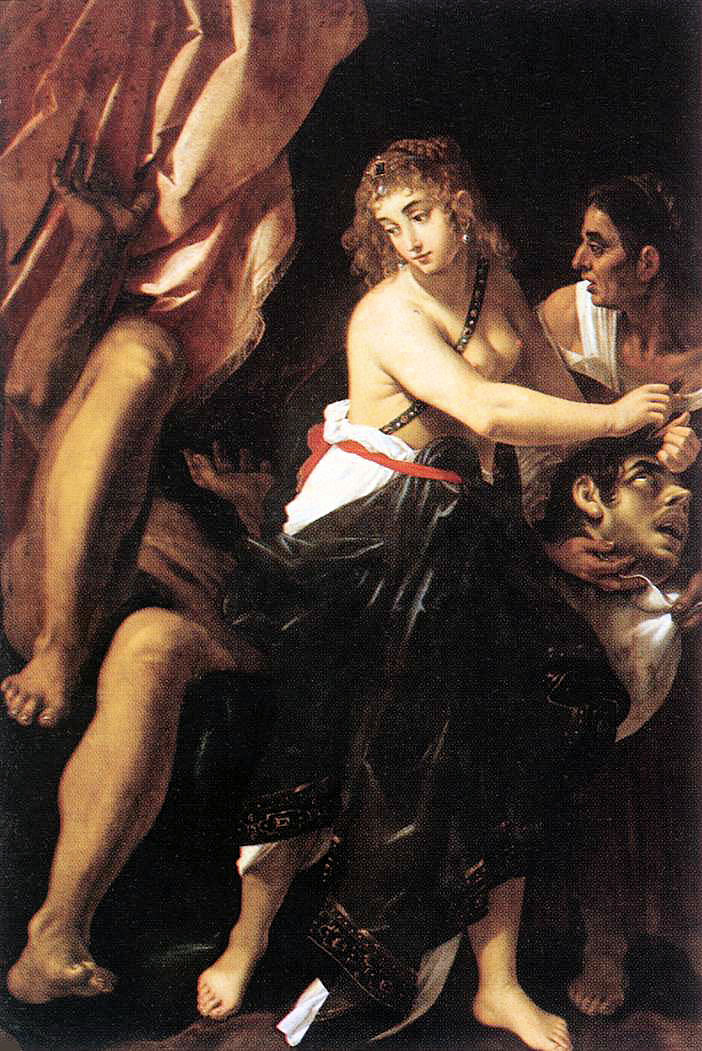
«Юдиф з відрубаною головою Олоферна»